# سیارک ۱۵۰۳۰
سیارک ۱۵۰۳۰ (به انگلیسی: 15030 Matthewkroll، نامگذاری:1998VA15) پانزده هزار و سی‌امین سیارک کشف شده‌است که در ۱۰ نوامبر ۱۹۹۸ کشف شد.
قدر مطلق سیارک برابر ۱۸.۶ است.